# Martín Muñoz de la Dehesa
Martín Muñoz de la Dehesa is een gemeente in de Spaanse provincie Segovia in de regio Castilië en León met een oppervlakte van 17,66 km². Martín Muñoz de la Dehesa telt 227 inwoners (1 januari 2016).

## Demografische ontwikkeling
Bron: INE, 1857-2011: volkstellingen